# McFlurry

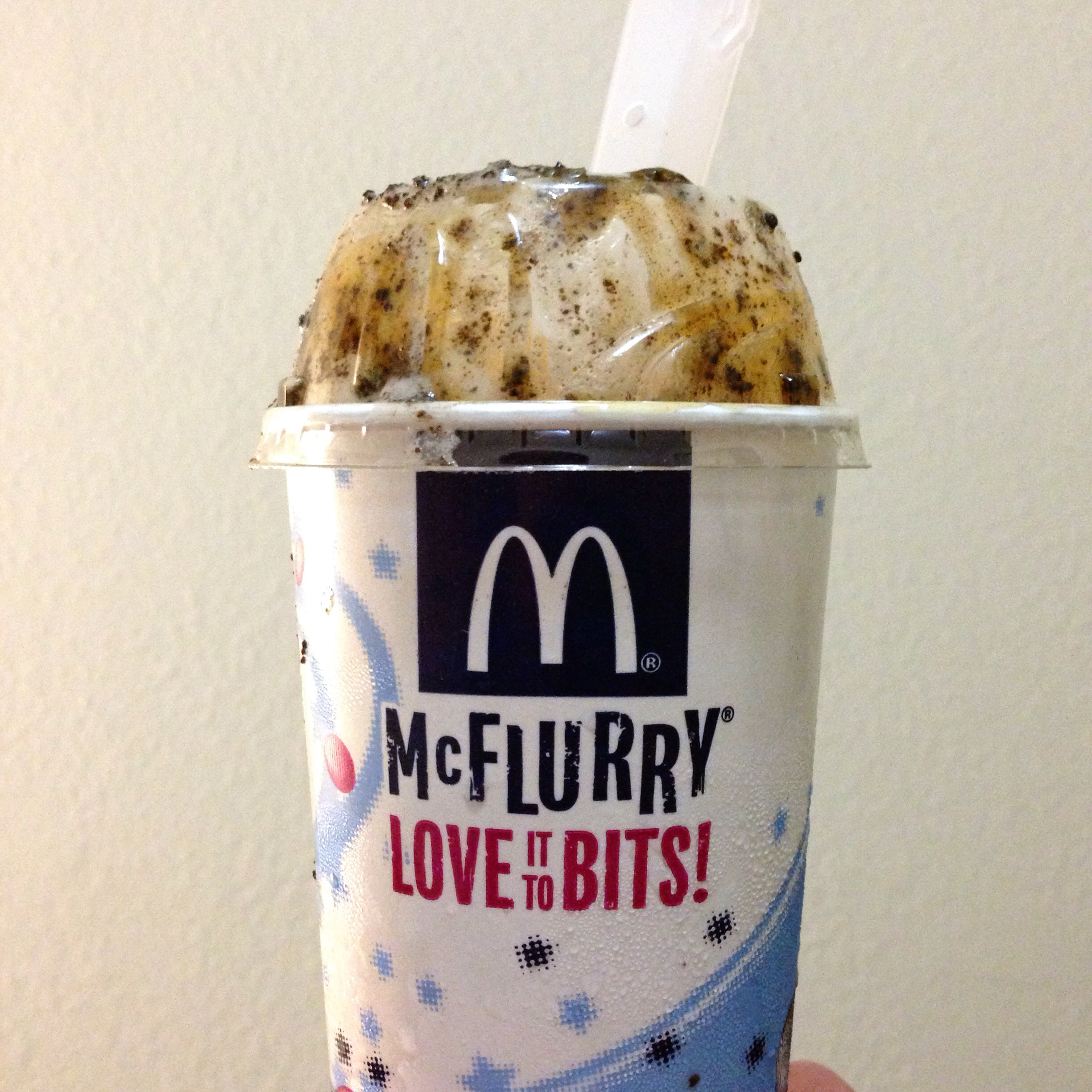
McFlurry hương vị Oreo và caramel

McFlurry là thương hiệu một món kem lạnh tráng miệng soft serve được phục vụ trong cốc, có thêm các thành phần như caramel, kẹo M&M's hoặc những mảnh bánh quy Oreo. Nó được sản xuất và bán bởi chuỗi cửa hàng thức ăn nhanh quốc tế McDonald's có trụ sở tại Hoa Kỳ. Nó được tạo ra vào năm 1995 và được giới thiệu chính thức vào năm 1997.

## Lịch sử
McFlurry được tạo ra bởi Ron McLellan, người nhượng quyền của McDonald's có quốc tịch Canada, ở Bathurst, New Brunswick vào năm 1995. Tại Hoa Kỳ, McFlurry đã được bán thử nghiệm ở một số khu vực vào năm 1997. Đến tháng 3 năm 1998, sản phẩm đã có mặt ở tất cả các địa điểm ở Hoa Kỳ và Canada, dần dần được giới thiệu ở các địa điểm khác kể từ đó.
Cho đến tháng 9 năm 2006, McFlurry được phục vụ với một nắp hộp có lỗ mở có kích thước lớn khiến đầu của một số động vật bị mắc kẹt bên trong các cốc bị bỏ đi. Tại Anh nhiều người đã phản đối kịch liệt vấn đề này nhằm bảo vệ nhím gai châu Âu, khiến McDonald's phải thiết kế lại hình dạng của chiếc cốc. Sau một thời gian "nghiên và thử nghiệm thiết kế đáng kể", công ty đã giải quyết vấn đề này vào năm 2006 bằng cách giảm kích thước của lỗ. Vào tháng 6 năm 2019, McDonald's thông báo về kế hoạch ngừng sử dụng nắp nhựa ở Vương quốc Anh trước tháng 9 năm 2019, như một phần của động thái nhằm giảm việc sử dụng đồ nhựa dùng một lần của chuỗi cửa hàng này. Tuy nhiên, nắp nhựa vẫn đang được sử dụng ở một số thị trường khác kể từ tháng 9 năm 2023.
Phim truyền hình 30 Rock có sự góp mặt nổi bật của McFlurry trong cốt truyện của tập 11 mùa 3, "St. Valentine's Day". Mặc dù một số nhà phê bình cho rằng sự nổi bật của sản phẩm trong tập phim là do McDonald's bỏ tiền quảng cáo thô thiển, nhưng sau đó có thông tin cho rằng McDonald's đã không trả tiền để có sự xuất hiện món tráng miệng này, và ekip sản xuất chương trình thậm chí còn lo lắng rằng McDonald's có thể kiện tụng vì sử dụng hình ảnh khi chưa có sự cho phép.

## Chuẩn bị
McFlurry bao gồm kem có hương vị vani được đánh bông trong cốc, có một chiếc thìa được thiết kế đặc biệt có lỗ trên tay cầm để gắn vào máy xay. Nhiều loại kẹo hoặc bánh quy khác nhau được thêm vào, rồi sau đó trộn bằng thìa. Hương vị McFlurry khác nhau tùy theo thị hiếu và hương vị mới được giới thiệu thường xuyên.
Kem trong McFlurry giống loại kem mà McDonald's sử dụng cho kem ốc quế và kem sundaes. Kem được làm ra từ việc xử lý sữa tiệt trùng (UHT), bổ sung thêm methyl cellulose. CNBC đưa tin rằng, từ cuối năm 2016, McDonald's đã bắt đầu loại bỏ dần hương vị nhân tạo khỏi kem vani của mình. Sự thay đổi này là một phần trong nỗ lực phục hồi hơn 500 triệu lượt truy cập của khách hàng đã bị mất kể từ năm 2012.

## Đánh giá
Mặc dù gọi McFlurry là "một hỗn hợp kem vô hại, sền sệt phục vụ nhanh chóng mà một số nhà phê bình có thể coi là gần giống với đồ trám hơn là sữa", Wil Fulton và Kat Thompson của Thrillist đã mô tả M&M McFlurry là "ví dụ điển hình cho các thứ mua rẻ tiền, dễ ăn", xếp ở cuối danh sách 13 món tráng miệng nhanh ngon nhất. Dan Myers của The Daily Meal đã đưa Oreo McFlurry vào danh sách (không xếp hạng) 10 món tráng miệng nhanh ngon nhất, nói rằng "Bạn sẽ khó gặp được ai không phải là fan của món ăn này."